# Joseph Horatio Anderson
Joseph Horatio Anderson fue un arquitecto estadounidense de estilo neocolonial nacido en Gran Bretaña activo a fines del siglo XVIII en Annapolis, provincia de Maryland (Estados Unidos). Su obra más conocida es la Casa del Estado de Maryland en Annapolis.

## Biografía
Diseñó Whitehall (1764), una casa de plantación en el condado de Anne Arundel, en las afueras de Annapolis. Fue el probable diseñador de la tercera (y actual) Casa del Estado de Maryland (1772). Diseñó la segunda Iglesia de Santa Ana (diseñada en 1775, terminada en 1792), también en Annapolis, aunque la iglesia no se completó hasta más de una década después de su muerte.
Se conocen muy pocos detalles de la vida de Anderson.
Aunque Anderson se jactó de que era "el pan regular de esas ciencias del diseño y la construcción arquitectónica y el único en el Continant [sic]   ", se descubrió que su diseño octogonal para la cúpula de la Casa del Estado de Maryland era "contrario a todas las reglas de la arquitectura", y luego se reemplazó.
En 1770, Anderson envió una carta al Rhode Island College ofreciendo sus servicios de arquitectura a la institución recién establecida. La correspondencia, sin embargo, llegó solo después de que ya había comenzado la construcción del nuevo edificio de la universidad.

## Galería

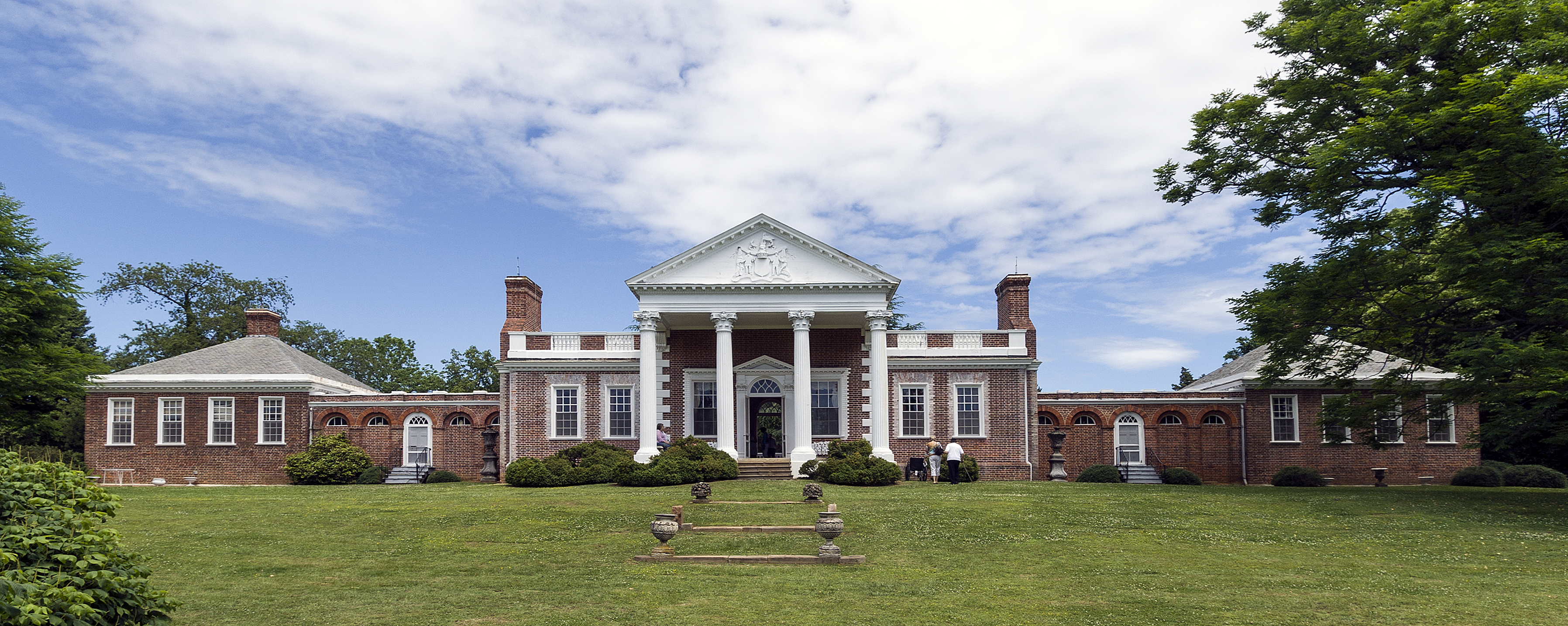
Whitehall (1764), situada en el condado de Anne Arundel
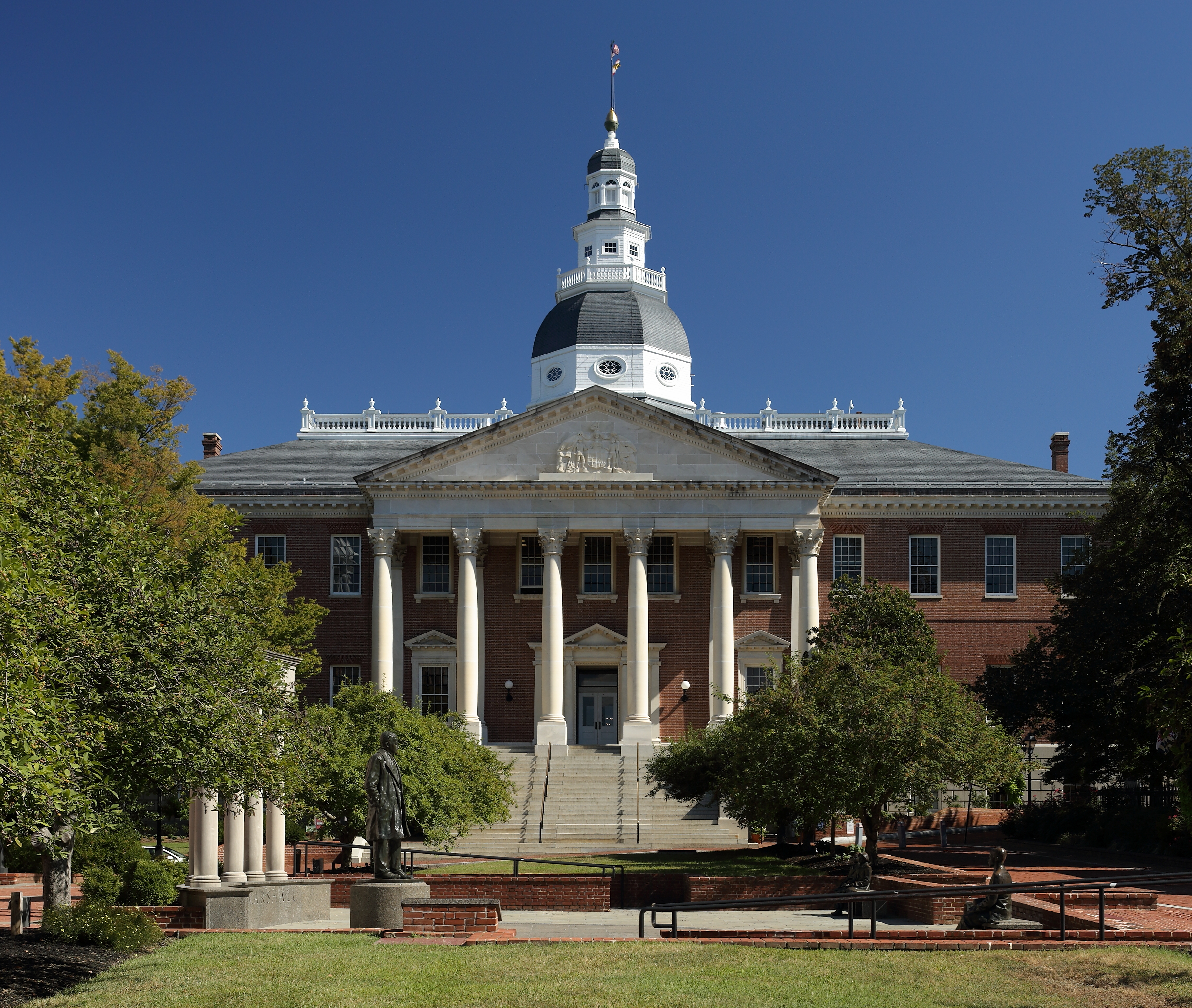
Casa del Estado de Maryland (1772)
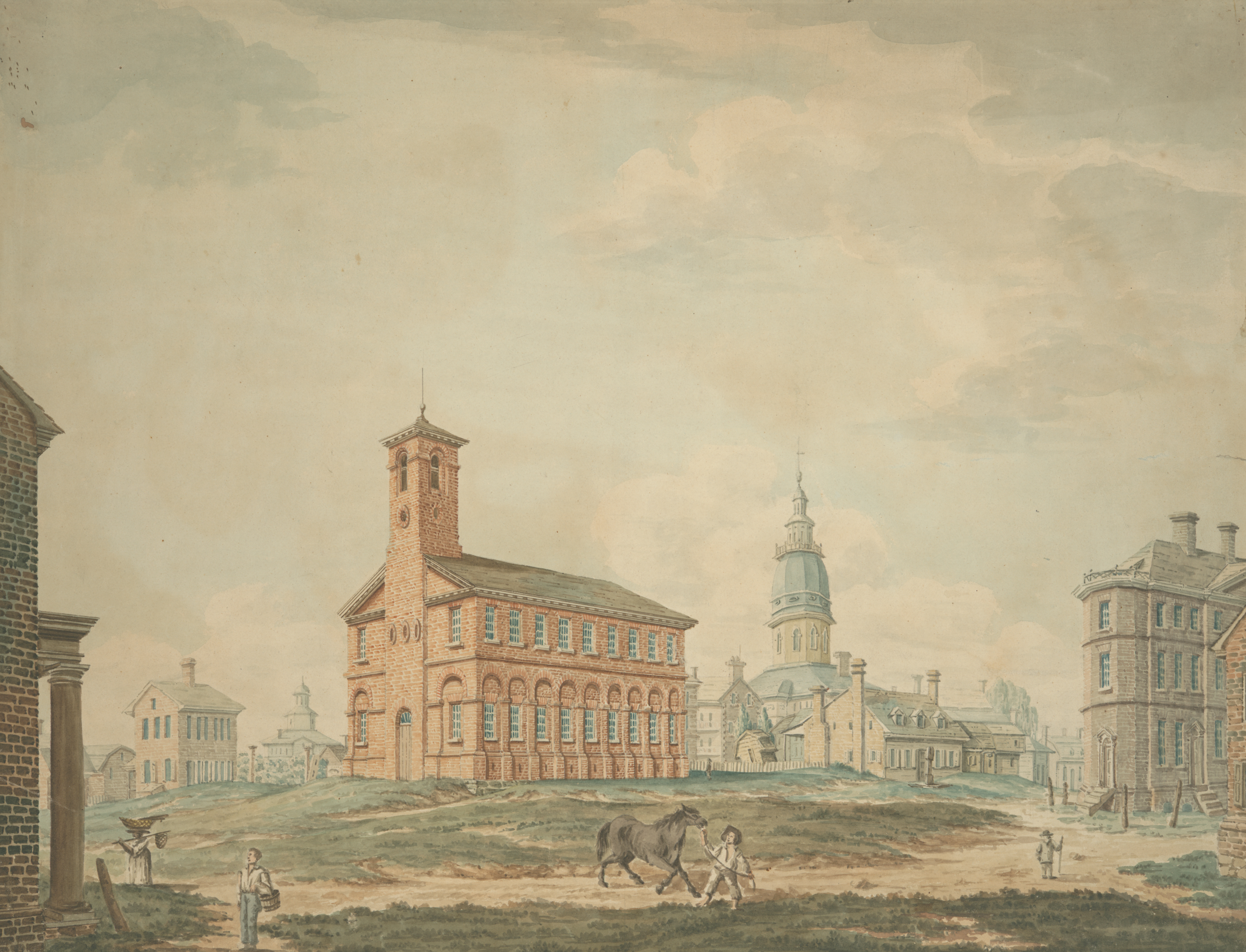
Segunda iglesia de Santa Ana (1792)